# Conjunto de nível
Seja {\displaystyle f:D\subseteq \mathbb {R} ^{n}\to \mathbb {R} } um campo escalar e seja {\displaystyle \alpha \in \mathbb {R} }. O conjunto de nível {\displaystyle N_{\alpha }} da função {\displaystyle f} é o subconjunto de pontos {\displaystyle x} em {\displaystyle D} tais que {\displaystyle f(x)=\alpha }.
Simbolicamente:
{\displaystyle N_{\alpha }=\left\{x\in D\ |\ f(x)=\alpha \right\}.}
Note-se que um conjunto de nível pode coincidir com o conjunto vazio, se {\displaystyle \alpha \not \in f(D)}.
- Se {\displaystyle D\subseteq \mathbb {R} ^{2}}, os conjuntos de nível são curvas, podendo ser chamados de curvas de nível.
- Se {\displaystyle D\subseteq \mathbb {R} ^{3}}, os conjuntos de nível são superfícies, podendo ser chamados de superfícies de nível.

## Aplicações
Exemplos de aplicações dos conjuntos de nível às mais diversas áreas:
- Em cartografia, as curvas de nível unem pontos de um mapa que se encontram à mesma altitude.
- Em meteorologia, utilizam-se curvas de nível para unir pontos de um mapa com igual pressão (linhas isobáricas).
- Em eletromagnetismo, utilizam-se curvas ou superfícies de nível para representar conjuntos de pontos de um dado espaço que apresentam igual potencial.